# 望岳荘

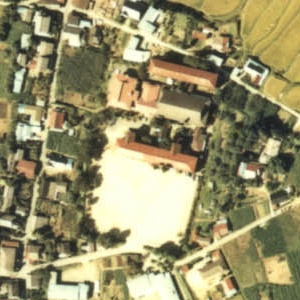
現・望岳荘周辺の約220メートル四方を写した航空写真。1976年度撮影。

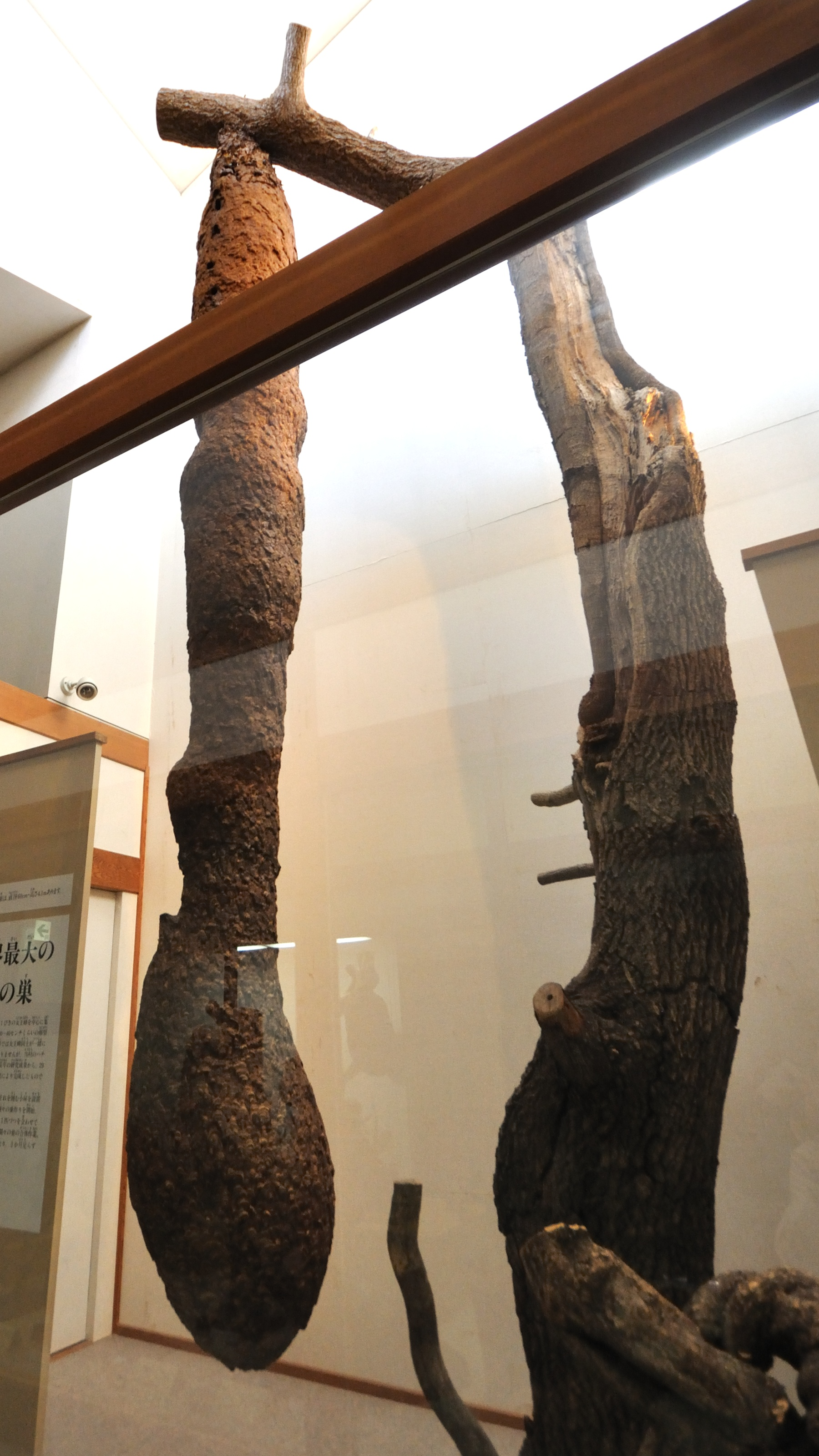
長大なハチの巣、全長4.1メートル（ハチ博物館）

望岳荘（ぼうがくそう）は、長野県上伊那郡中川村にある宿泊施設である。

## 概要
中川村により設置された客室数19室、宿泊定員102人の宿泊施設であり、大浴場である展望風呂には、天然鉱石の光明石を用いた人工温泉が供されており、日帰り入浴も可能となっている。施設は天竜川左岸の河岸段丘上に立地しており、敷地内や大浴場と、8室ある和室からは中央アルプスを一望できる。
宿泊プランは、地元の名物料理を夕食で提供するプランや、村内にあるいちご園の無料入園券がセットになったプランなどが用意されている。
「中川村ふれあい観光施設条例」に基づいて、住民福祉向上と観光振興のために村が設置している宿泊施設であり、管理・運営は指定管理者制度に基づいて、村が出資している第3セクターの中川観光開発株式会社が行っている。
開業は1976年。かつて存在した南向（みなかた）小学校の跡地を利用しており、敷地内には小学校時代に植えられたサクラの木もあり、1992年に建設された現在の建物は、鉄骨鉄筋コンクリート造の地上2階建てである。

## ハチ博物館
ハチ博物館は、望岳荘の館内にあるハチをテーマにした博物館であり、中川村在住のハチ研究家がキイロスズメバチの習性を利用して作った、様々なハチの巣などを展示している。

## 施設

### 客室
- 和室
  - 6畳、トイレ付：1室、定員計3人
  - 8畳、トイレ付：7室、定員計28人
- 和洋室
  - 6畳和室・洋室、ツインベッド・トイレ付：3室、定員計15人
  - 6畳和室・洋室、ツインベッド・トイレ・バス付：2室、定員計10人
- 別館和室
  - 14畳：4室、定員計28人
  - 18畳：2室、定員計18人
- 合計
  - 19室、定員計102人

### 館内施設
- お食事処
- 売店
- 宴会場
- 展望風呂
- その他

## 周辺施設
- 中川村役場[5]
- 中川村商工会館[6]
- 中川東小学校
- みなかた保育園
- 駒ケ根警察署 大草駐在所
- 中川郵便局
- JA上伊那 中川支所[7]
- 銀河ドーム（天体観測施設）[8]
- みなかた食品館（旧・Aコープ南向店）
- 中川はちみつ工房[9]
- 南向給油所
- 南向診療所
- なかがわ薬局
- 高齢者デイサービスセンター いわゆり荘
- 認知症高齢者グループホーム 麦の家
- 米澤酒造株式会社（今錦）[10]
- 有限会社富永自動車
- 食事処きりこ
- たじま商店